# Marcel Raisin
Pour les articles homonymes, voir Raisin (homonymie).
Marcel Raisin, né à Genève le 7 août 1890 et décédé le 14 mai 1949, est un homme politique suisse membre du parti libéral suisse.

## Biographie
Issu d'une ancienne famille d'avocats et de personnalités politiques genevois ayant acquis la bourgeoisie de la ville au XVIIIe siècle, il est lui-même avocat, conseiller administratif de la ville de Genève entre 1942 et 1949 et conseiller aux États de 1947 à 1949.
Deux fois maire de Genève en 1944-1945 et 1946-1947, il décède de manière subite en fonction et est enseveli au cimetière des Rois auprès de nombreuses personnalités de sa famille, notamment son fils, Pierre Marcel Raisin, également avocat conseiller administratif de 1967 à 1983 et quatre fois maire de Genève durant cette période.

## Sources
- « Pierre Raisin, le nouveau maire de Genève, a suivi l'exemple de son père », La Tribune de Genève, 13 mai 1970
- « Adieux de Pierre Raisin », La Tribune de Genève, 30 mai 1983
- « Alors M. le Maire », La Suisse, 20 octobre 1978
- « Site officiel de l'assemblée fédérale : Le Parlement suisse »(Archive.org • Wikiwix • Archive.is • Google • Que faire ?) (consulté le 17 décembre 2007)